# Night Crawling
Night Crawling je píseň velšského hudebníka Johna Calea. Pochází z jeho studiového alba Mercy, připraveného na vydání v lednu 2023[potřebuje aktualizovat], a poprvé vyšla jako první singl z této desky 1. srpna 2022. Zároveň k ní byl natočen animovaný videoklip, režírovaný Mickeym Milesem. Cale v písni vzpomíná na konec sedmdesátých let, kdy v New Yorku, svém tehdejším bydlišti, trávil značné množství času s populárním zpěvákem Davidem Bowiem, ale namísto toho, aby jej využili k tvorbě hudby, zabíjeli jej v hospodách. Bowie je spolu s Calem zároveň znázorněn i ve videoklipu.
Cale v písní zpívá a obsluhuje několik nástrojů (klavír, baskytara, bicí, syntezátory), dalšími party na bicí přispěl jeho dlouholetý spolupracovník Deantoni Parks a doprovodné vokály má na starosti Dustin Boyer, jinak kytarista v Caleově doprovodné kapele. Výrazným prvkem písně jsou perkuse a basová linka. O mixing nahrávky se postaral Seven Davis Jr. Autory grafického provedení („obalu“) singlu jsou Abigail Portner a Rob Carmichael.